# Hocktoilette
Als eine Hocktoilette (ugs. auch Hockklo, manchmal Stehklo) wird eine Toilette bezeichnet, die zur Defäkation eine Hocke erfordert. Es gibt mehrere Ausführungen einer Hocktoilette:
- Variante, in der der Benutzer in Richtung des Eingangs der Toilette blickt. Diese Art von Hocktoilette ist in der gesamten islamischen Welt, insbesondere in Zentralasien, Afrika, Arabien, Iran, Südostasien, China und der Türkei, verbreitet, auch in Privathäusern. In Indien ist sie ebenfalls häufig anzutreffen, wobei sie IWC (Indisches WC) genannt wird, um sie vom europäischen Sitzklo EWC zu unterscheiden. In Europa ist die mediterrane Hocktoilette in öffentlichen WCs Südeuropas, in Frankreich sowie in der früheren Sowjetunion und in Südosteuropa zu finden, in der Schweiz war sie in der Romandie und im Tessin anzutreffen. In Arabien ist diese Toilette in der Regel mit einem seitlichen Wasserzulauf ausgestattet, mindestens aber mit einer Wasserkanne oder einem Wassereimer. Dieses Wasser dient zur Reinigung der Genitalien und – bei einfachen Toiletten – auch zum Nachspülen. Die Fäkalien werden in einem unterirdisch gelegenen Fäkalientank gesammelt, periodisch abgepumpt und kompostiert. Deswegen sollte in solchen Toiletten kein Toilettenpapier in den Abfluss gelangen. Für benutztes Toilettenpapier stehen normalerweise Papiertonnen bereit.

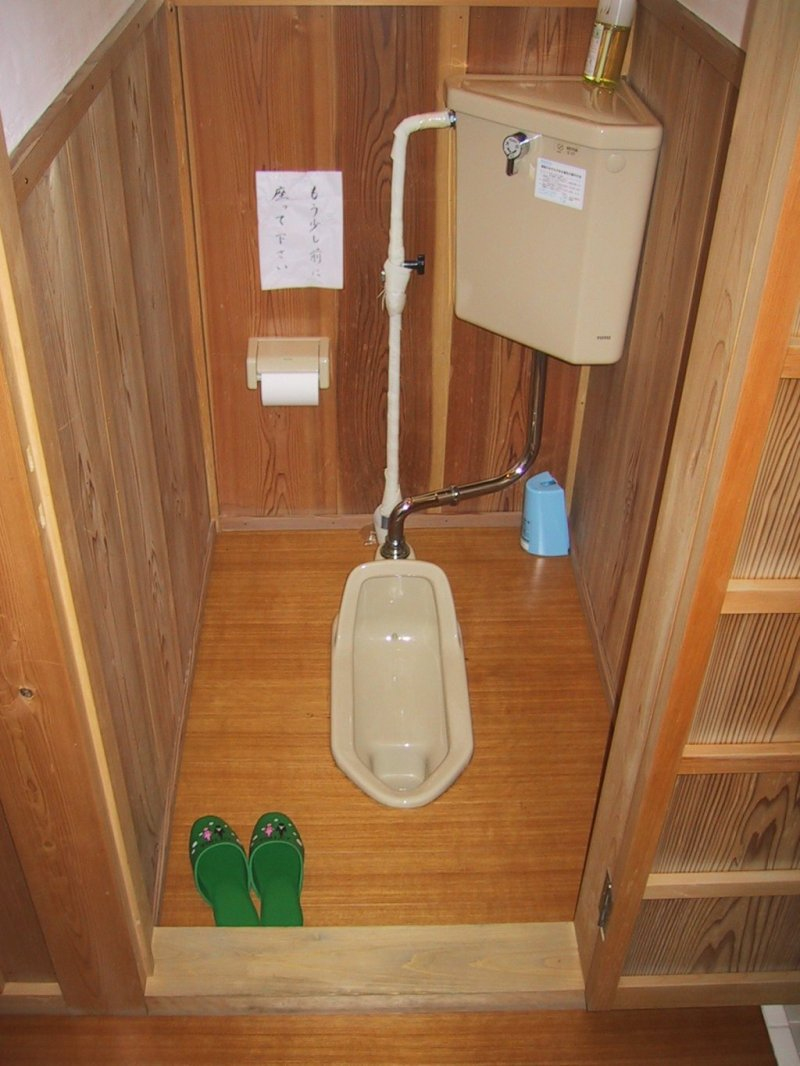
Eine moderne japanische Hocktoilette mit Toilettenschuhen

- Japanische Hocktoiletten haben eine andere Form und der Benutzer blickt in Richtung des halbrunden erhöhten Teils der Toilette.

## Vorteile
- Vielfältige gesundheitliche Vorteile durch die anatomisch sinnvolle Streckung des letzten Dickdarmabschnittes beim Stuhlgang.
- Es gibt keinen Kontakt zwischen der Haut des Benutzers und potenziell schmutzigen Oberflächen, etwa der Klobrille.
- Hocktoiletten sind leichter zu reinigen und zu warten, auch sind sie seltener das Ziel von Vandalismus.
- Durch die einfache Bauform sind Hocktoiletten billiger in der Anschaffung.

## Nachteile

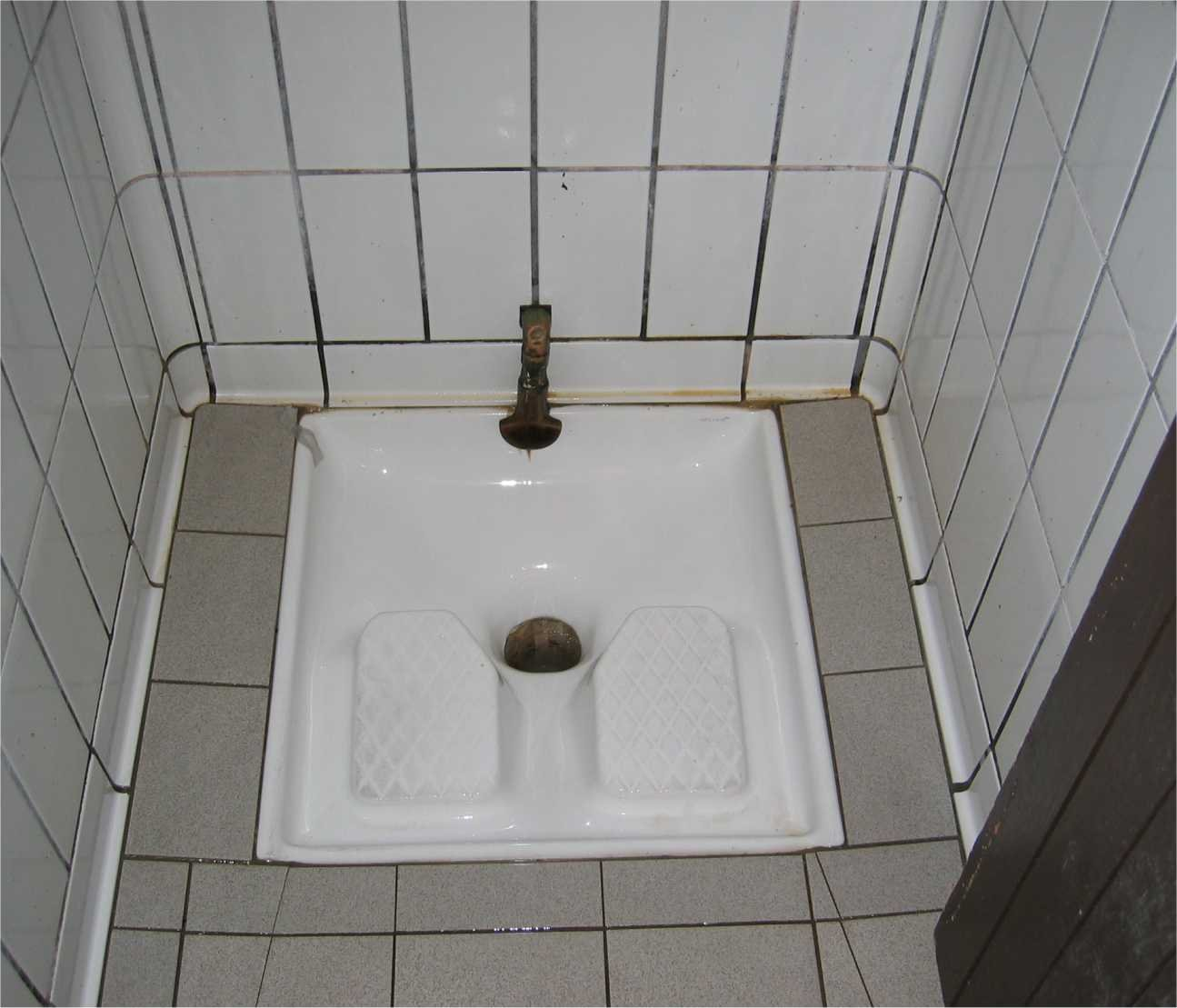
Hocktoilette an einer französischen Autobahntankstelle

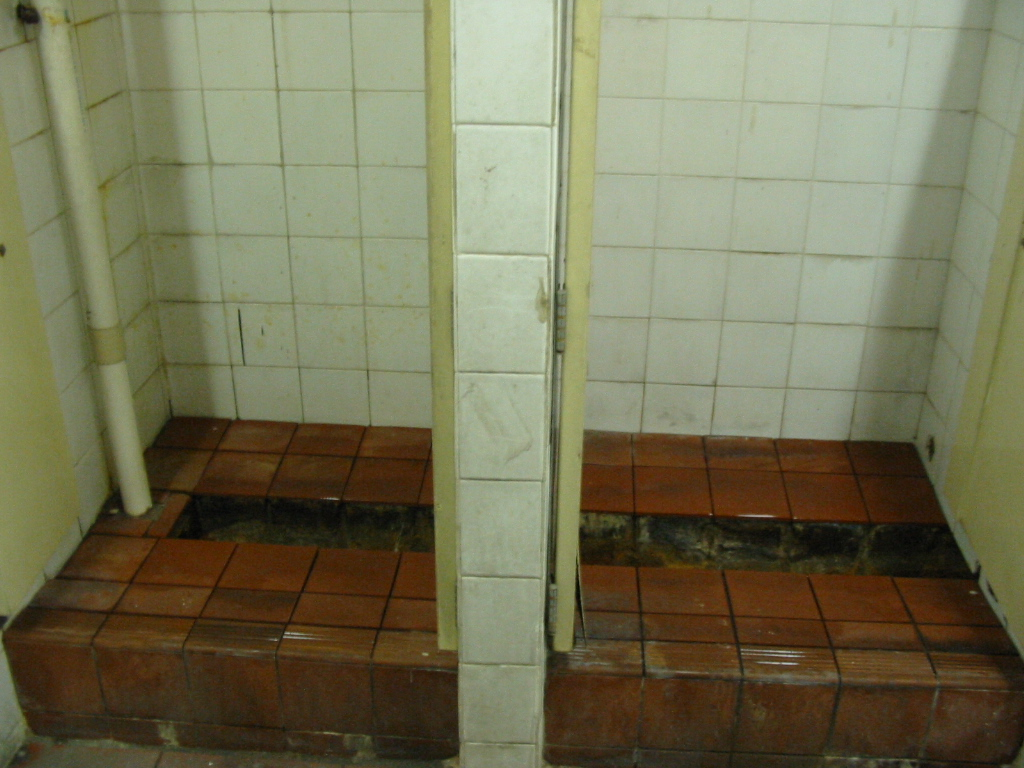
Einfache Hocktoilette in Hong Kong. Eine Rinne führt unter mehreren Kabinen hindurch.

- Menschen, die aufgrund mangelnder Beweglichkeit (z. B. wegen Kniegelenksarthrose) nicht tief genug hocken können, finden keine entspannte Körperhaltung und müssen in „Skifahrerhocke“ oder halb stehend defäkieren.
- Bei Problemen mit dem Gleichgewicht kann man ausrutschen und hinfallen. Bei der japanischen Variante ist diese Gefahr deutlich geringer, da das Zulaufrohr zum Festhalten genutzt werden kann.
- Personen, die in der Benutzung ungeübt sind, verschmutzen die Toilette sehr häufig.
- Personen mit Körperbehinderungen – wie Rollstuhlfahrer oder Personen mit Gehhilfen – können die Toilette nicht benutzen.
- Sie laden durch die unbequeme Haltung weniger zum Verweilen ein, wodurch die Gefahr besteht, dass vom Benutzer versucht wird, den Stuhlgang durch übermäßiges Pressen zu beschleunigen, was gesundheitliche Schäden zur Folge haben kann.
- Bei Durchfallerkrankung sowie bei verschiedenen Blasenentleerungsstörungen kann es nachteilig sein, sich tief bücken zu müssen.
- Zusätzlich kann es bei Durchfall auch bei „geübten“ Benutzern zu Verschmutzung der Kleidung (Schuhe, Hosen/Kleid, Unterwäsche) sowie der Toilette selbst durch umherspritzende Fäkalien führen.

## Sonstiges
Als David Černý für sein Kunstwerk „Entropa“ Bulgarien mit einer Collage aus türkischen Stehtoiletten symbolisierte, bestand die bulgarische Regierung auf eine Entfernung dieser Darstellung.